# 河内優美子
河内 優美子（かわち ゆみこ、1987年4月25日 - ）とは日本で活動する女性フリーアナウンサー。

## 来歴
大阪府出身。血液型はA型。
神戸大学卒業後の2010年4月、静岡放送・静岡新聞系列のSBSメディアビジョンにテレビキャスター（実質的にはテレビリポーター）として入社。同時にSBSテレビのローカル情報番組『Soleいいね!』の司会に起用。
2013年3月、SBSメディアビジョンを退社。同年4月からはボイスワークスに移籍し、千葉テレビ放送のローカル情報番組『金曜日はミックスフライ』『情報Café おしゃべりフライデイ』の司会を担当していた。

## 出演番組

### 現在
- FMヨコハマ ニュースアナウンサー（2023年10月 - 、FMヨコハマ）[1]
- J:COM（埼玉エリア）
  - ぐるっとSAI発見 - MC、リポーター
  - ジモト応援！埼玉つながるNews - MC
  - LIVEニュース木曜日〜川口・戸田〜J:COMチャンネル - メインキャスター

### 過去
- Soleいいね!（静岡放送） - 司会（2010年4月〜2013年3月）
- 金曜日はミックスフライ → 情報Café おしゃべりフライデイ（千葉テレビ） - 司会（2013年4月〜）

## 出演

### 映画
- 漫画誕生　(2019年) - 少年の母